# Яновы-Ростовские
Яновы-Ростовские  —  русский княжеский род, ветвь князей Ростовских. Рюриковичи.
Род внесён в Бархатную книгу.

## Происхождение и история рода
Родоначальник этой ветви князей Ростовских — Иван Андреевич, один из сыновей ростово-борисоглебского князя Андрея Александровичя, имел прозвище «Ян», по нём его потомки получили фамилию — Яновы. П. В. Долгоруков относит его ещё к родоначальникам князей Тёмкины-Ростовские, но по другим родословным, родоначальником этого княжеского рода является Иван Иванович Янов-Ростовский по прозванию «Тёмка». Князья Яновы, с княжеским титулом, кроме родоначальника, известны в трёх поколениях. Все представители были записаны в «Княжеский список» князей Ростовских в Дворовую тетрадь 40-х годов XVI века. В 1590-е годы отмечены последние местнические дела князей Яновых.
П. В. Долгоруков, ссылаясь на Бархатную книгу, показывает княжеский род Яновых-Ростовских угасшим. П. Н. Петров в «Истории родов русского дворянства» указывает: «едва ли угасший совсем род» и приводит данные по продолжению, уже дворянского рода Яновы, который был внесён в V часть дворянской родословной книги Московской губернии. Вероятно, что опальные князья Никита и Фёдор Дмитриевичи в 1565 году сосланные в Казанский край, по каким либо причинам отказались от княжеского титула при Иван Грозном и потомки их при царе Михаиле Фёдоровичи княжеским титулом уже не пользовались. В любом случае, происхождение дворян Яновы внесённые в Боярскую книгу (1627—1692) от князей Яновых-Ростовских остаётся дискуссионным.

## Известные представители
| №                                               | Имя, Отчество                                   | № отца                                          | Примечания |
| Поколенная роспись по А.Б. Лобанову-Ростовскому | Поколенная роспись по А.Б. Лобанову-Ростовскому | Поколенная роспись по А.Б. Лобанову-Ростовскому | Поколенная роспись по А.Б. Лобанову-Ростовскому |
| ----------------------------------------------- | ----------------------------------------------- | ----------------------------------------------- | --- |
| 1                                               | Иван-Ян Андреевич                               |                                                 | Родоначальник. |
| 2                                               | Василий Иванович Губка                          | 1                                               | Воевода и наместник великого московского князя Василия III |
| 3                                               | Иван Иванович Тёмка                             | 1                                               | Родоначальник князей Тёмкины-Ростовские. |
| 4                                               | Семён Иванович                                  | 1                                               | Дворянин, в 1492 и 1495 годах участвовал в государевых новгородских походах. |
| 5                                               | Дмитрий Иванович                                | 1                                               | Сын боярский и воевода. |
| 6                                               | Борис Васильевич                                | 2                                               | Воевода. |
| 7                                               | Пётр Семёнович                                  | 4                                               | В 1549 году первый воевода пятнадцатого Передового полка в шведском походе. |
| 8                                               | Иван Дмитриевич                                 | 5                                               | В октябре 1551 года написан шестым в третью статью московских детей боярских, в 1554 году на свадьбе казанского царя Симеона и Марии Андреевны Кутузовой-Клеопиной стоял первым у места новобрачных.                                               |
| 9                                               | Никита Дмитриевич                               | 5                                               | В октябре 1551 года записан одиннадцатым в третью статью московских детей боярских, в 1565 году подвергнут опале и сослан в Казанский край, где в этом же году сперва третий, а потом второй воевода в Свияжске.                                   |
| 10                                              | Фёдор Дмитриевич                                | 5                                               | В 1548 году голова в Большом полку в Коломне, в октябре 1551 года записан двенадцатым в третью статью московских детей боярских, в 1561 году четвёртый воевода в Казани, в 1565 году, вместе с братом, подвергнут опале и сослан в Казанский край. |
| 11                                              | Алексей Борисович                               | 6                                               | Известен только по родословным. |
| Далее представители рода князьями не писались   |                                                 |                                                 | |